# 권빙
권빙(1542년 ~ 1619년)은 안동인 양촌 권근의 후예이다. 중종 임인년에 평리면에서 출생하였으며 자는 중시, 호는 율재이다. 이몽학의 반란을 진압한 공으로 청난공신록에 기록되었고 동중추에 있었다. 말년에는 향리에 돌아와 낮에는 몸소 밭을 갈고 밤에는 글을 읽으며 여생을 보내다가 광해 11년 을미에 세상을 떠났다. 이조판서의 증직이 있고 묘소는 금마면 덕정리 독현에 있으며, 도암 이재가 쓴 신도비가 있다.